# The Peppermint Rainbow
The Peppermint Rainbow (bis 1968 New York Times) war eine US-amerikanische Band aus Baltimore, die in den späten 1960er Jahren aktiv war und den Genres Psychedelic Rock und Bubblegum zugerechnet wird. Als ihr bekanntestes Werk gilt der Titel „Will You Be Staying After Sunday“.

## Bandgeschichte
Die Band gründete sich 1967 in Baltimore, Maryland, unter dem Namen New York Times. Bereits zur Gründungszeit war sie in der Besetzung, die bis zur Auflösung drei Jahre später bestehen blieb.
Die New York Times spielten nach ihrer Gründung Konzerte im Nordosten der USA. Sie wurden von Cass Elliot entdeckt und von Decca Records verpflichtet, nachdem Elliott die Band gesehen hatte, wie sie ein Medley aus Songs von The Mamas and the Papas spielten.
Nach dem Signing wurde der Bandname in The Peppermint Rainbow geändert (englisch für „Der Pfefferminz-Regenbogen“). Produziert wurde die Gruppe auf Decca von Paul Leka, der zuvor bereits den Hit „Green Tambourine“ für The Lemon Pipers geschrieben hatte. Peppermint Rainbows erste Single Walking in Different Circles/Pink Lemonade erreichte nicht die Charts.
Die zweite Single Will You Be Staying After Sunday / If We Can Make It To Monday aber, ersterer Song geschrieben von Leka und Al Kasha, erreichte 1969 Platz 32 in den Billboard Hot 100. Nach diesem Erfolg gingen Peppermint Rainbow mit Sly & The Family Stone, The Fifth Dimension, Gary Puckett & the Union Gap und Tiny Tim auf Tournee. Ihre dritte Single Don’t Wake Me Up In The Morning, Michael erschien noch 1969 und platzierte sich auf Rang 54 der Charts. Die nach den vorherigen Erfolgen noch im selben Jahr herausgebrachte LP Will You Be Staying After Sunday verfehlte die Top 100 der Albumcharts mit Platz 106 knapp.
Die Band löste sich 1970 auf, nachdem ihr Album ein kommerzieller Misserfolg geworden war, die Bandmitglieder ausgebrannt von der Tour zurückgekommen waren und Sängerin Bonnie Lamdin geheiratet hatte.

## Diskografie

### Alben
- 1969: Will You Be Staying after Sunday

### Singles
- Walking in Different Circles / Pink Lemonade
- 1969: Will You Be Staying after Sunday / If We Can Make It to Monday
- 1969: Don’t Wake Me Up in the Morning, Michael